# Казалиђо (Пјаченца)
Казалиђо је насеље у Италији у округу Пјаченца, региону Емилија-Ромања.
Према процени из 2011. у насељу је живело 474 становника. Насеље се налази на надморској висини од 87 м.